# 1627 год в России
Царствование: 1613—1645 — Михаила Фёдоровича

## События
- 22 апреля — рождение первого ребёнка царя — царевны Ирины (1627—1679)[1].
- Царский указ о запрете раздачи и отчуждении дворцовых земель (принадлежавших лично царю и членам царской семьи)[2].
- Царский указ о приравнивании выслуженных поместий к вотчинам[2].
- Разрядный приказ затребовал обновление географических карт государства и области между Доном и Днепром (Большой Чертёж), а также описания карт под названием «Книга Большому Чертежу»[2].
- Патриарх Филарет указал изъять книги "литовской печати"[3].
- 1627—1628 — землепроходец Мартын Васильев, осмотревший почти 1500 км. течения р. Вилюй до устья и открывший Центральноякутскую равнину, также побывал на р. Лена (см. 1605, 1620, 1630 и 1632 года)[4].
- Местничество: 
  - Благой Иван Владимирович и Шаховской Иван Фёдорович[5].
  - Пушкин Василий Никитич и Плещеев Андрей Осипович[5].
  - Иван и Осип Уваровы, Сухотин Михаил Иванович против Хрущова Степана Лукьяновича[5].
  - Троекурова Ульяна Васильевна и Бутурлина Екатерина Ивановна (1627-1630)[5].
  - Колтовский С.В. и Волконский Григорий Константинович[5].

## Города и поселения
- Галич, после сожжения в 1609 году, вновь отстроен и заново возведены городские укрепления[6].
- 1626—1627 — в Сольвычегодске возведён малый острог вокруг Благовещенского собора[7].

## Руководители приказов
| Года      | Приказ              | Ф,И,О воеводы                   | Примечания                    |
| --------- | ------------------- | ------------------------------- | ----------------------------- |
| 1619-1628 | Ямской приказ       | Пожарский Дмитрий Михайлович    | Боярин                        |
| 1621-1628 | Разбойный приказ    | Пожарский Дмитрий Михайлович    | Боярин                        |
| 1626-1629 | Сыскной приказ      | Измайлов Артемий Васильевич     |                               |
| 1619-1629 | Книгопечатного дела | Телепнёв Ефим Григорьевич       |                               |
| 1626-1629 | Золотой палаты      | Телепнёв Ефим Григорьевич       |                               |
| 1626-1630 | Посольский приказ   | Телепнёв Ефим Григорьевич       |                               |
| 1622-1642 | Большой казны       | Черкасский Иван Борисович       | За исключением 1638           |
| 1622-1642 | Иноземский приказ   | Черкасский Иван Борисович       | За исключением 1638           |
| 1622-1642 | Рейтарский приказ   | Черкасский Иван Борисович       | За исключением 1638           |
| 1622-1637 | Аптекарский приказ  | Черкасский Иван Борисович       |                               |
| 1624-1634 | Казанского дворца   | Черкасский Дмитрий Мамстрюкович |                               |
| 1627-1630 | Монастырский приказ | Годунов Матвей Михайлович       |                               |
| 1624-1629 | Владимирский судный | Одоевский Иван Никитич Меньшой  | Боярин. Первый раз: 1619-1621 |

## Воеводы[15]
| Года      | Город         | Ф,И,О воеводы                     | Примечания                      |
| --------- | ------------- | --------------------------------- | ------------------------------- |
| 1625-1628 | Алатырь       | сперва Урусов Иван Степанович     | Точно по каким годам неизвестно |
| 1625-1628 | Алатырь       | потом Урусов Иван Васильевич      | Точно по каким годам неизвестно |
| 1625-1627 | Алексин       | Есипов Пётр                       | Рязанец                         |
| 1626-1629 | Арзамас       | Стрешнев Илья Афанасьевич         |                                 |
| 1625-1627 | Астрахань     | Головин Пётр Петрович             |                                 |
| 1627-1629 | Астрахань     | Буйносов-Ростовский Юрий Петрович | Стольник                        |
| 1627-1628 | Балахна       | Румянцев Иван Иванович            |                                 |
| 1625-1627 | Берёзов       | Волконский Лев Михайлович         |                                 |
| 1627      | Берёзов       | Белосельский Михаил Васильевич    |                                 |
| 1626-1627 | Болхов        | Пущин Константин Михайлович       |                                 |
| 1627      | Царёв-Борисов | Нехорошево-Шубин                  |                                 |
| 1625-1627 | Борисово      | Левшин Григорий                   |                                 |
| 1627-1628 | Борисово      | Тютчев Никита Иванович            | Волочанин                       |
| 1626-1627 | Боровск       | Дворянинов Борис Семёнович        |                                 |
| 1627-1628 | Боровск       | Протопопов Никифор Дмитриевич     |                                 |
| 1626-1628 | Брянск        | Пожарский Роман Петрович          |                                 |
| 1626-1627 | Бежецк        | Ловчиков Иван Юрьевич             |                                 |
| 1627-1628 | Бежецк        | Квашнин Григорий                  |                                 |
| 1626-1628 | Белгород      | Козловский Михаил Григорьевич     |                                 |
| 1626-1627 | Белёв         | Стрешнев Пётр Евстафьевич         |                                 |

## Правление
Список глав государств в 1627 году

## Родились
- Волынский, Артемий Степанович (1627—1684) — патриарший стольник и воевода из рода Волынских.
- Ирина Михайловна (22 апреля 1627 — 8 апреля 1679) — старшая дочь царя Михаила Фёдоровича и его второй жены царицы Евдокии Лукьяновны.
- Строганов, Фёдор Петрович (22 апреля 1627 — 1 марта 1671) — богатый купец и промышленник.
- Дорошенко Пётр Дорофеевич — гетман Правобережной Украины (1665-1676)[16].

## Умерли
- Голицын, Иван Васильевич (ум. 1627) — видный боярин Смутного времени; сын боярина В. Ю. Голицына.
- Головин, Пётр Петрович Меньшой (ум. 14 декабря 1627) — государственный и военный деятель; голова, воевода, затем боярин, седьмой сын окольничего Петра Головина.
- Иона (Архангельский) (умер 29 марта 1627, Спасо-Прилуцкий монастырь) — митрополит Сарский и Подонский.
- Архиепископ Пафнутий (ум. 1627) — епископ Русской православной церкви, архиепископ Тверской и Кашинский.
- Прокопий Вятский 1578, дер. Корякинская — 21 декабря 1627, Хлынов) — святой праведный юродивый.
- Стрешнев, Сергей Степанович (ум. 1627) — городовой воевода в правление царя Михаила Фёдоровича.
- Строганов, Максим Максимович (21 января 1603 — 28 апреля 1627) — купец и промышленник.